# Larpelites dorsalis
Larpelites dorsalis är en stekelart som först beskrevs av Brulle 1846.  Larpelites dorsalis ingår i släktet Larpelites och familjen brokparasitsteklar. Inga underarter finns listade i Catalogue of Life.